# Institutes de Justinien
Droit byzantin
Droit du haut Moyen Âge
Les Institutes (en latin : Institutiones, en français : Éléments) forment une partie du Corpus Juris Civilis, codification du droit romain entreprise à la demande de l’empereur Justinien Ier; elles furent promulguées en 533, en même temps que le Digeste, ouvrage regroupant les opinions de grands juristes romains du passé. Destiné aux étudiants dans leur apprentissage du droit romain, les Institutes se fondent en grande partie sur une œuvre de même titre rédigé par le juriste romain Gaïus au IIe siècle. Les trois autres parties du Corpus juris civilis sont le Codex Justinianus (Code de Justinien), le Digest (Digeste) et les Novellae Constitutiones (Novelles de Justinien).

## Contexte historique
Dès le début de son règne, Justinien Ier (r. 527-565) entreprit la compilation et la réforme du droit romain. La jurisprudence accumulée depuis le début de l’empire était regroupée en deux groupes : d’une part, les lois et décrets du Sénat de Rome (Senatus consulta), ainsi que les écrits de juristes éminents, dont les opinions avaient force de loi (Ius respondandi) formaient le Vieux droit ou Ius vetus; d’autre part, les constitutions  impériales postérieures au IIe siècle.  Celles-ci avaient été réunies au IIIe siècle par deux éminents juristes qui leur avaient donné leur nom : le Code grégorien (Codex Gregorianus, publié en 291) et le Code hermogénien (Codex Hermogenianus, publié en 295) ,. À cela s’ajoutait le nouveau code, dit Code théodosien, publié en Orient par l’empereur Théodose II (r. 408-450), qui regroupait les édits promulgués depuis Constantin le Grand jusqu’à 438,. 
Une première commission fut présidée par Jean de Cappadoce, ancien quaestor et à ce titre responsable des affaires juridiques du gouvernement. Travaillant d’arrache-pied, cette commission termina son travail en quatorze mois. Le résultat fut le « Code de Justinien » qui fut publié en avril 529 dans la « Constitutio Summa » . Ce code réunissait les constitutions contenues dans les trois codes mentionnés plus haut. Cela une fois terminé, l’empereur s’attaqua à l’énorme tâche de réunir et de codifier l’œuvre des éminents juristes des siècles passés; celle-ci était d’une telle ampleur que, entreprise sous Théodose II, elle avait dû être abandonnée. Une deuxième commission fut donc réunie, présidée par le juriste Tribonien, qui se mit à l’ouvrage le 15 décembre 530. Son travail fut facilité par la masse de documents accumulés par la première commission, dont on avait éliminé les textes devenus obsolètes et où on avait harmonisé les avis divergents. Elle ne dut pas moins, de l’aveu de ses membres, consulter quelque 2 000 livres (un livre équivalant à la longueur totale d’un papyrus) et lire quelque trois millions de lignes écrites par les juristes du Ier siècle au IIIe siècle ,. Le résultat fut publié le 16 décembre 533 sous le titre « Digeste ». 
Ce Digeste était essentiellement destiné aux avocats et aux étudiants avancés en droit.  Il fallait également un manuel de base qui servît aux étudiants commençant leurs études de droit. D’où le projet des « Institutiones » entendu dans son sens d’ « éléments ».

## Destinataires

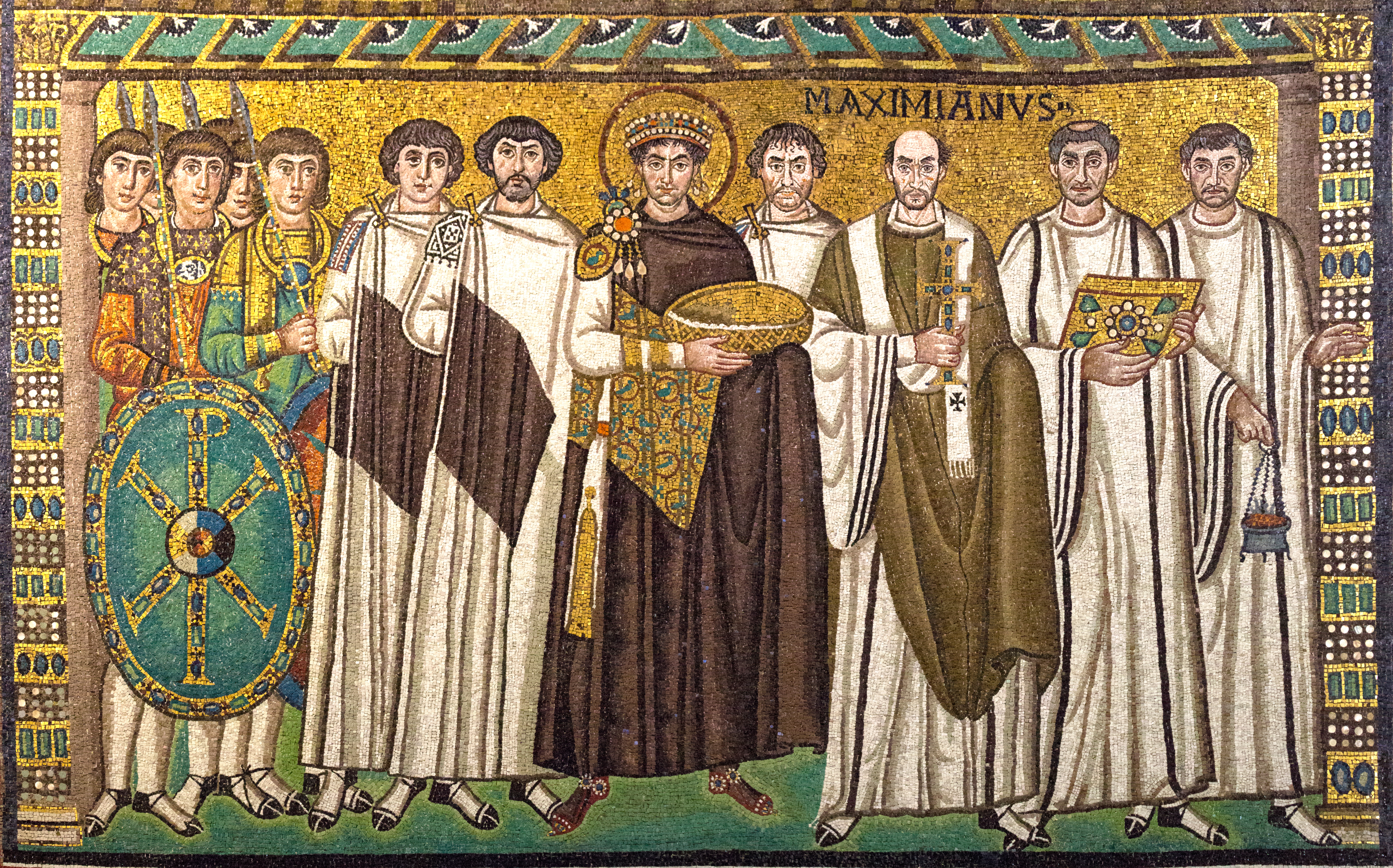
Justinien Ier représenté dans une mosaïque de San Vitale de Ravenne avec à gauche les dignitaires civils et militaires, et à droite les dignitaires religieux de l’empire.

C’est ainsi que « le 11e jour des calendes de décembre, sous le troisième consulat de l’empereur Justinien, toujours Auguste » (21 novembre 533), l’empereur s’adressait dans le préambule du texte « à la jeunesse désireuse d’étudier les lois » : « […] Travaillez donc avec une joyeuse ardeur à apprendre ces lois; et montrez-vous tellement instruits que vous puissiez être animés de l’espérance si belle d’être capables, à la fin de vos travaux, de gouverner notre empire dans les parties qui vous seront confiées ».
Ceux-ci continueront à se servir des Institutes de Justinien comme manuel de base pendant des siècles .

## Élaboration
Déjà en 530, Justinien avait fait part de son intention dans la constitution Deo auctore : faisant allusion à  « (un manuel) qui puisse être promulgué pour remplacer les travaux de base, de façon que l’intelligence brute de l’étudiant, nourrie grâce à un régime simple, puisse avancer plus rapidement dans ses études du droit ». Pendant qu’ils travaillaient à compléter le Digeste, deux professeurs de droit, Theophilus et Dorotheus, sous la supervision de Tribonien, se virent confier la tâche de compiler les textes de base (Institutiones) du droit romain à partir des manuels écrits par les « auteurs faisant autorité » mentionnés dans la Loi des citations de Théodose II en 426 : Papinien (v. 142 - 212), Paul (160-230), Ulpien (vers 170 - 223), Modestin (première moitié du IIIe siècle) et Gaius (vers 120 - vers 180). En fait, la plus grande partie des textes seront  intégralement retranscrits de l’œuvre de Gaius, également intitulée Institutiones, dont on conservera le plan,.
Diverses hypothèses ont été avancées pour savoir quel commissaire était responsable de quels textes. Selon les plus récentes, Theophilus et Dorotheus auraient colligé les textes retrouvés dans les documents antérieurs, alors que Tribonien aurait procédé à la révision de l’ensemble, y ajoutant les dernières lois promulguées par Justinien. 
Les Institutiones furent publiées le 21 novembre 533 et furent promulguées en même temps que le Digeste le 30 décembre 533. Le décret de promulgation (Constitutio Tanta) stipulait qu’elles ne seraient pas seulement un manuel pour étudiants, mais que leur contenu aurait force de loi.

## Contenu

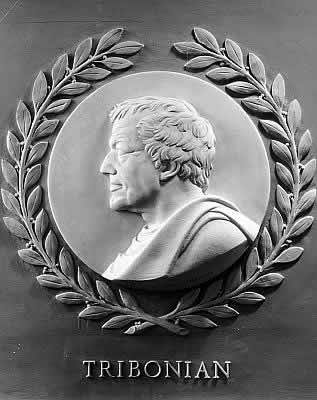
Médaillon moderne représentant le juriste Tribonien ornant la Chambre des Représentants du Capitole, (Washington D.C.).

La structure de l’œuvre est similaire à celle de l’œuvre de Gaïus, dont elle reprend les divisions : le livre premier traite du statut juridique des personnes  (personnae); les deuxième et troisième, du droit de propriété (biens tangibles, ou res corporales, et biens intangibles, ou res incorporales) ; le quatrième, des actions en justice (actiones) . Toutefois, et contrairement au Digeste, les extraits n’indiquent pas les sources d'où ils ont été tirés.
- Introduction[16]: Justinien y explique qu’après avoir vaincu les barbares, il s’est donné comme mission de mettre de l’ordre dans l’ancienne jurisprudence et a confié à Tribonien, aidé de Theophilus et de Dorotheus, le soin, après avoir terminé les cinquante livres  du Digeste, de résumer les sources consultées, en particulier celles de Gaïus.  Il demandait « qu'on divisât les Institutes en quatre livres, renfermant les premiers éléments de toute la science ».

Livre I (Droit des gens)
- Titre 1. De la justice et du droit. Dans ce court préambule, Justinien expose  ce que sont la justice et la jurisprudence : « La justice est la ferme volonté de donner toujours à chacun ce qui lui est dû.  La jurisprudence est la connaissance des choses divines et humaines, avec la science du juste et de l'injuste ». Vient ensuite un exposé des principes du droit : « Voici les préceptes du droit : Vivre honnêtement, ne léser personne, donner à chacun ce qui lui est dû. Cette étude comporte deux points : le droit public et le droit privé. Le droit public traite du gouvernement des Romains ; le droit privé concerne les intérêts des particuliers. Occupons-nous du droit privé ; il se compose de trois éléments : de préceptes du droit naturel, du droit des gens et du droit civil ». Suivent des développements sur chacun de ces points.

- Titre 2. Du droit naturel, du droit des gens et du droit civil.

- Titre 3. Du droit quant aux personnes.

- Titre 4. Des ingénus (personnes nées libres).

- Titre 5. Des affranchis  (personnes libérées par manumission de la servitude).

- Titre 6. De par qui et pour quelles causes les manumissions ne peuvent être faites.

- Titre 7. De l’abrogation de la loi Fusia Caninia (qui avait resserré la faculté d'affranchir par testament).

- Titre 8. De ceux qui sont maitres d’eux-mêmes ou sous le pouvoir d’autrui.

- Titre 9. De la puissance paternelle.

- Titre 10. Des noces.

- Titre 11. Des adoptions.

- Titre 12. De quelles manières se dissout le droit de puissance.

- Titre 13. Des tutelles.

- Titre 14. De qui peut être donné tuteur par testament.

- Titre 15. De la tutelle légitime des agnats (personnes pouvant devenir tuteurs à défaut de tuteur naturel).

- Titre 16. De la diminution de tête (perte de liberté civique).

- Titre 17. De la tutelle légitime des patrons.

- Titre 18. De la tutelle légitime des ascendants.

- Titre 19. De la tutelle fiduciaire.

- Titre 20. Du tuteur atilien et du tuteur donné d’après la loi Julia et Tutia.

- Titre 21. De l’autorisation des tuteurs.

- Titre 22. De quelles manières se termine la tutelle.

- Titre 23. Des curateurs.

- Titre 24. De la satisdation des tuteurs ou curateurs.

- Titre 25. Des tuteurs ou curateurs suspects.

Livre II (Droit des biens) (À partir du Livre deux n’existe que la traduction anglaise)
- Titre 1. Des différentes sortes de biens (res).

- Titre 2. Des biens incorporels (par exemple les héritages, les obligations,…).

- Titre 3. Des servitudes.

- Titre 4. De l’usufruit.

- Titre 5. De l’utilisation et de l’habitation.

- Titre 6. De l’usucapion et de la possession longue.

- Titre 7. Des dons.

- Titre 8. Des personnes qui peuvent ou ne peuvent pas aliéner (leurs biens).

- Titre 9. Des personnes par qui on peut acquérir.

- Titre 10. De l’exécution des testaments.

- Titre 11. Des testaments des militaires.

- Titre 12. Des personnes incapables de faire des testaments.

- Titre 13. De la déshérence des enfants.

- Titre 14. De l’institution des héritiers.

- Titre 15. De la substitution ordinaire.

- Titre 16. De la substitution des pupilles.

- Titre 17. De la façon dont un testament peut être nullifié.

- Titre 18. Des testaments irréguliers.

- Titre 19. Des sortes d’héritiers et de leurs différences.

- Titre 20. Des héritages.

- Titre 21. De la révocation et du transfert des héritages.

- Titre 22. De la loi Falcidia.

- Titre 23. De l’héritage des fiducies.

- Titre 24. Des choses pouvant être léguées en fiducie.

- Titre 25. Des codicilles.

Livre III (Droits des obligations)
- Titre 1. De la transmission des héritages sans testament.

- Titre 2. De la succession statutaire des agnats.

- Titre 3. Du « senatusconsultum tertullianum ».

- Titre 4. Du « senatusconsultum orfitianum ».

- Titre 5. De la succession des autres parents.

- Titre 6. Des degrés de parenté.

- Titre 7. De la succession d’hommes libres.

- Titre 8. De la cession d’hommes libres.

- Titre 9. De la possession des biens.

- Titre 10. De l’acquisition par adrogation.

- Titre 11. De l’adjudication du domaine d’une personne décédée.

- Titre 12. Des successions universelles, maintenant désuètes.

- Titre 13. Des obligations.

- Titre 14. Des vrais contrats.

- Titre 15. Des obligations orales.

- Titre 16. Des stipulations là où il y a deux créanciers ou deux débiteurs.

- Titre 17. Des stipulations faites par des esclaves.

- Titre 18. Des différentes sortes de stipulations.

- Titre 19. Des stipulations invalides.

- Titre 20. Des fidéjusseurs (personnes se portant comme caution) et garanties.

- Titre 21. De l’obligation littérale.

- Titre 22. De l’obligation par consentement.

- Titre 23. De l’achat et de la vente.

- Titre 24. De la location et de l’embauche.

- Titre 25. De l’association.

- Titre 26. Des contrats d’agence.

- Titre 27. Des obligations quasi-contractuelles.

- Titre 28. Des personnes par qui l’on peut contracter une obligation.

- Titre 29. Des façons dont on se décharge des obligations.

Livre IV (Droit des actions en justice)
- Titre 1. Des obligations découlant d’un délit.

- Titre 2. Du vol.

- Titre 3. De la loi Aquilia.

- Titre 4. Des  dommages.

- Titre 5. Des obligations quasi-délictuelles.

- Titre 6. Des actions.

- Titre 7. Des contrats faits avec des personnes en autorité.

- Titre 8. Des actions ayant causé un dommage.

- Titre 9. Des paupérisations ou dommage causé par des quadrupèdes.

- Titre 10. Des personnes par lesquelles il est possible d’intenter une action.

- Titre 11. Des garanties.

- Titre 12. Des actions perpétuelles ou limitées dans le temps et qui peuvent être intentées par ou contre des héritiers.

- Titre 13. Des exceptions.

- Titre 14. Des réplications.

- Titre 15. Des interdits.

- Titre 16. Des pénalités en cas de litige inconsidéré.

- Titre 17. Des devoirs d’un juge.

- Titre 18. Des poursuites publiques.

## Transmission
Les Institutes furent largement ignorées en Occident, probablement pour les mêmes raisons que l’ensemble du Codex juris civilis, qui ne put se diffuser. Il faut attendre le IXe siècle pour les retrouver dans les fragments manuscrits d’un palimpseste de Vérone . Pour un compte-rendu détaillé de cette transmission, voir Radding & Ciaralli (2006).)  La première version imprimée des Institutes est celle de Petrus Schoyff en 1468 . Sur la base du palimpseste de Vérone, des universitaires apportèrent des modifications qui se concrétisèrent en une édition définitive des textes par Paul Krüger et Eduard Huschke en 1867 et 1868.  La version la plus utilisée de nos jours est celle de Krüger, que l’on trouvera dans la version de Krüger, Mommsen, Kroll et Scholl . 
Il existe plusieurs traductions des Insitutes de Justinien en anglais. Parmi les plus anciennes, citons celle de J.B. Moyle et Thomas Collett Sandars; parmi les plus récentes, celle de Birks & MacLeod avec  le texte latin en regard.
En français, on a la traduction du Corpus juris civilis dans l’édition de Metz, disponible en ligne. Une traduction française du Livre I est également disponible dans « The Roman Law Library » disponible en ligne sur le site de l’Université de Grenoble.